# Алиновка (Радомысльский уезд)
Алиновка (укр. Алинівка) — упраздненная колония Малинской волости Радомысльского уезда Киевской губернии.

## Население
К 1900 году в колонии насчитывалось 12 дворов и 75 жителей, из них 40 мужчин и 35 женщин.

## История
В начале 20 века — владельческая колония Малинской волости Радомыcльского уезда. Расстояние до уездного центра, г. Радомысль составляла 30 верст, до волостной управы в городке Малин, где находилась также ближайшая телеграфная и почтовая станции — 9 верст, до ближайшей пароходной станции в Чернобыле — 99 верст.
Главным занятием жителей было хлебопашество, применялась трехпольная система земледелия. Земли колонии, в количестве 110 десятин, принадлежали Анне Прошевской. Хозяйствовали на землях арендаторы — местные жители.
По состоянию на 1924 год не состояла на учете населенных пунктов.